# Пуерториканци в Париж
„Пуерториканците в Париж“ (на английски: Puerto Ricans in Paris) е американски комедиен филм от 2015 г., режисиран от Ян Еделман и написан от Нейл Шах и Ян Еделман. Във филма участват Луис Гузман, Едгар Гарсия, Алис Талиони, Мириам Шор, Фредерик Анскомбер, Росарио Доусън и Роузи Перес. Филмът излиза на 10 юни 2016 г. от Focus World.

## Актьори
- Луис Гузман като Луис
- Едгар Гарсия като Еди
- Алис Талиони като Колет
- Мириам Шор като Сарджънт Нора
- Фредерик Аншкомб като Винсънт
- Росарио Доусън като Ванеса
- Роузи Перез като Глория
- Рави Пател като Хасан
- Джесика Буун като секретар на Винсънт
- Полина Синджър като Лекси
- Лилоу Фогли като Кейт
- Михаел Коен като Джером
- Брайън Тийър Хенри като Спенсър
- Джули Фериър като Франческа
- Ксавиер Думонт като Даниел